# Bökényi Filep János

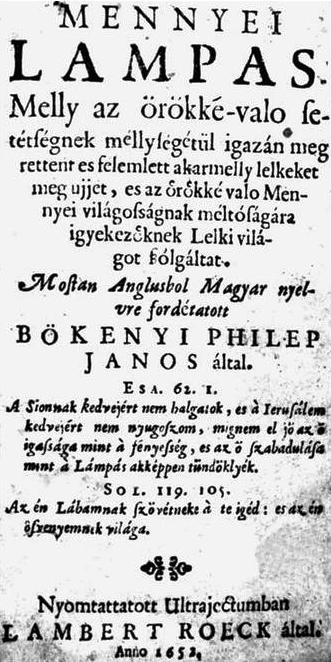

Bökényi Filep János (Tiszabökény, 1625 körül) református lelkész, fordító.
Tanulmányait Debrecenben kezdte, ahol 1641-ben lépett a felső osztályokba, majd teológiát hallgatott 1650-től a Franekeri, 1652-től az Utrechti Egyetemen. 1651-ben respondensként vett részt a szocinianizmus cáfolatára tartott vitákban. 1654-ben Csarodán, 1687-től Atyán volt lelkész.
Mennyei lámpás című fordítását a protestáns misztika értékes darabjának tartják.
Nyomtatásban megjelent munkái:
- De ecclesiae ministerio, synodis ac disciplina. Franeker, 1651
- Mennyei lámpás, melly az örökké-valo setétségnek méllységétül igazán meg rettent es félemlett akarmelly lelkeket meg ujjét, es az örökké valo mennyei világosságnak méltóságára igyekezöknek lelki világot szólgáltat. Mostan anglusbol magyar nyelvre fordétatott Bökenyi Philep Janos által. Ultrajectum, 1652. (Ajánlva van Ugocsa vármegyének és ebben Nagy-Szőllős városának.) A kötet tartalmazza a feltételezett angol szerzőnek (Thomas Potts) a fordítóhoz intézett latin nyelvű üdvözlő levelét is.
- A régi szombatos énekeskönyvben öt szombatra való éneke van.

Bod M. Athenasában és utána Horányi, Katona, Sándor István s Danielik hibásan írják nevét Bölkényinek.